# Арещенко, Александр Валентинович
Александр Валентинович Арещенко (укр. Олександр Валентинович Арещенко, род. 15 июня 1986, Ворошиловград) — украинский шахматист, гроссмейстер (2002).
Чемпион мира среди мальчиков до 14 лет (2000). Чемпион Европы до 18 лет в составе сборной Украины (2000, 2001).
Чемпион Украины среди мужчин (2005), серебряный призёр в индивидуальном зачёте среди резервных досок на командном чемпионате Европы (2007), бронзовый призёр командного Чемпионата мира (2011).
Победитель ряда международных соревнований. Выпускник ЛНПУ имени Тараса Шевченко.

## Выступления за сборную Украины
| Турниры                    | Появлений | Годы выступлений | Доска         | Игры | Очки | %    |
| -------------------------- | --------- | ---------------- | ------------- | ---- | ---- | ---- |
| Командный чемпионат мира   | 1         | 2011             | 1-я резервная | 4    | 1½   | 37.5 |
| Командный чемпионат Европы | 1         | 2007             | резервная     | 8    | 5½   | 68.8 |
| Итого                      | 2         | 2007, 2011       | резервная     | 12   | 7    | 58.3 |

## Изменения рейтинга
| Графики недоступны из-за технических проблем. См. информацию на Фабрикаторе и на mediawiki.org. |